# Romeo Morri
Romeo Morri (* 10. März 1952 in Serravalle; † 8. Juni 2022) war ein san-marinesischer Politiker und Schriftsteller.

## Leben
Morri hatte ein Diplom in Pharmazie. Er gehörte der PDCS an, war deren Fraktionsvorsitzender im san-marinesischen Parlament, dem Consiglio Grande e Generale und politischer Sekretär der Partei. 2003 gehörte er zu den Gründern der Popolari Sammarinesi, deren Ehrenvorsitzender er 2004 wurde.
Er wurde 1983 erstmals auf der Liste des PDCS ins Parlament gewählt. Auch bei den folgenden Wahlen 1988, 1993, 1998 und 2001 zog er auf der Liste der PDCS ins Parlament ein. Bei der Parlamentswahl 2006 errang er den einzigen Sitz der neu gegründeten Popolari Sammarinesi. Bei den vorgezogenen Wahlen 2008 bildeten die Popolari Sammarinese mit der Alleanza Nazionale Sammarinese die gemeinsame Liste Unione Sammarinese dei Moderati, die der Koalition Patto per San Marino angehörte. Morri gewann eines der beiden Mandate der USdM. Bei der vorgezogenen Wahl 2012 traten die Moderati Sammarinesi als Teil der Koalition Intesa per il Paese an, verfehlten jedoch mit 1,72 % der Stimmen den Einzug in den Consiglio Grande e Generale.
Für die Periode vom 1. Oktober 1992 bis 1. April 1993 wurde Morri gemeinsam mit Marino Zanotti zum Staatsoberhaupt (Capitano Reggente) gewählt.
Von 1998 bis Juli 2001 war Morri Arbeitsminister in der von der PDCS geführten Regierung. Nach den Wahlen 2001 schied er aus der Regierung aus, war jedoch von Mai bis Juni 2002 kurzzeitig Außenminister. In der Legislaturperiode von 2006 bis 2008 gehörten die Popolari Sammarinese der Opposition an, nach den Wahlen 2008 stellte der Patto per San Marino, dem auch die USdM angehörte die Regierung. Morri wurde Bildungsminister (Segretario di Stato per l’Istruzione e Cultura, Università e Politiche Giovanile). Am 16. Juli 2012 erklärten Morri und Justizminister Augusto Casali ihren Rücktritt, die dadurch ausgelöste Regierungskrise führte zu den vorgezogenen Neuwahlen vom November 2012.
Romeo Morri war Verfasser von mehreren Büchern, die sich mit der Kultur und Geschichte San Marinos befassen.
Er war verheiratet und Vater einer Tochter und lebte in Serravalle.

## Schriften
- La Dogana. 1998
- Cume' chi i dis? Soprannomi nella piccola Repubblica di San Marino. 2013, gemeinsam mit seiner Tochter Viola[12]
- Il Principe delle Ciliegie. 2014[13]
- La meravigliosa bugia. 2017, mit Giuseppe Marzi und Antonio Morri[14]